# ARM Cortex-A75
Az 
ARM Cortex-A75 (kódnevén Prometheus) egy ARMv8.2-A utasításkészletet implementáló 64 bites központi egység,
alacsony fogyasztású, nagy teljesítményű ARM mikroarchitektúra.
Az ARM Holdings Sophia Antipolis-beli tervezőközpontja tervezte.
A Cortex-A75 egy 3 utasítás széles dekódolású sorrendtől eltérő (out-of-order) szuperskalár futószalagos processzor.
A Cortex-A75 a Cortex-A73 utódja, és célja a teljesítmény 20%-os javítása az A73-hoz képest a mobil alkalmazásokban, azonos hatékonyság fenntartása mellett.

## Tervezés
Az ARM szerint, az A75 várhatóan 16–48%-kal jobb teljesítményt nyújt, mint egy A73-as, és a mobil munkaterheléseken túli célcsoportot is célozza.
Az A75 emellett megnövelt 2 W-os TDP borítékot biztosít, ami nagyobb teljesítményt enged meg.
A Cortex-A75 és Cortex-A55 magok az első olyan termékek, amelyek támogatják az ARM DynamIQ technológiáját.
A big.LITTLE utódjaként ezt a technológiát úgy tervezték, hogy rugalmasabb és skálázhatóbb legyen a többmagos rendszerek tervezésekor.

## Licencelés
A Cortex-A75 a licencelőknek SIP magként áll rendelkezésére, 
és kialakítása alkalmassá teszi arra, hogy más SIP-magokkal 
(például GPU, képernyővezérlő, DSP, képfeldolgozó processzor, stb.) 
egy lapkára, egylapkás rendszert (SoC) alkotó egységbe integrálható legyen.
Az ARM együttműködött a Qualcomm-mal a Cortex-A75 egy módosított változatának elkészítésében, amelyet a Kryo 385 CPU-ban használnak. Ezt a magot a Qualcomm egyes középkategóriás SoC-jeiben használják, pl. a Kryo 360 Gold-ban.

## Fordítás
Ez a szócikk részben vagy egészben  az   ARM Cortex-A75 című angol Wikipédia-szócikk ezen változatának fordításán alapul.  Az eredeti cikk szerkesztőit annak laptörténete sorolja fel. Ez a jelzés csupán a megfogalmazás eredetét és a szerzői jogokat jelzi, nem szolgál a cikkben szereplő információk forrásmegjelöléseként.